# Congrégation Maison d'Israël

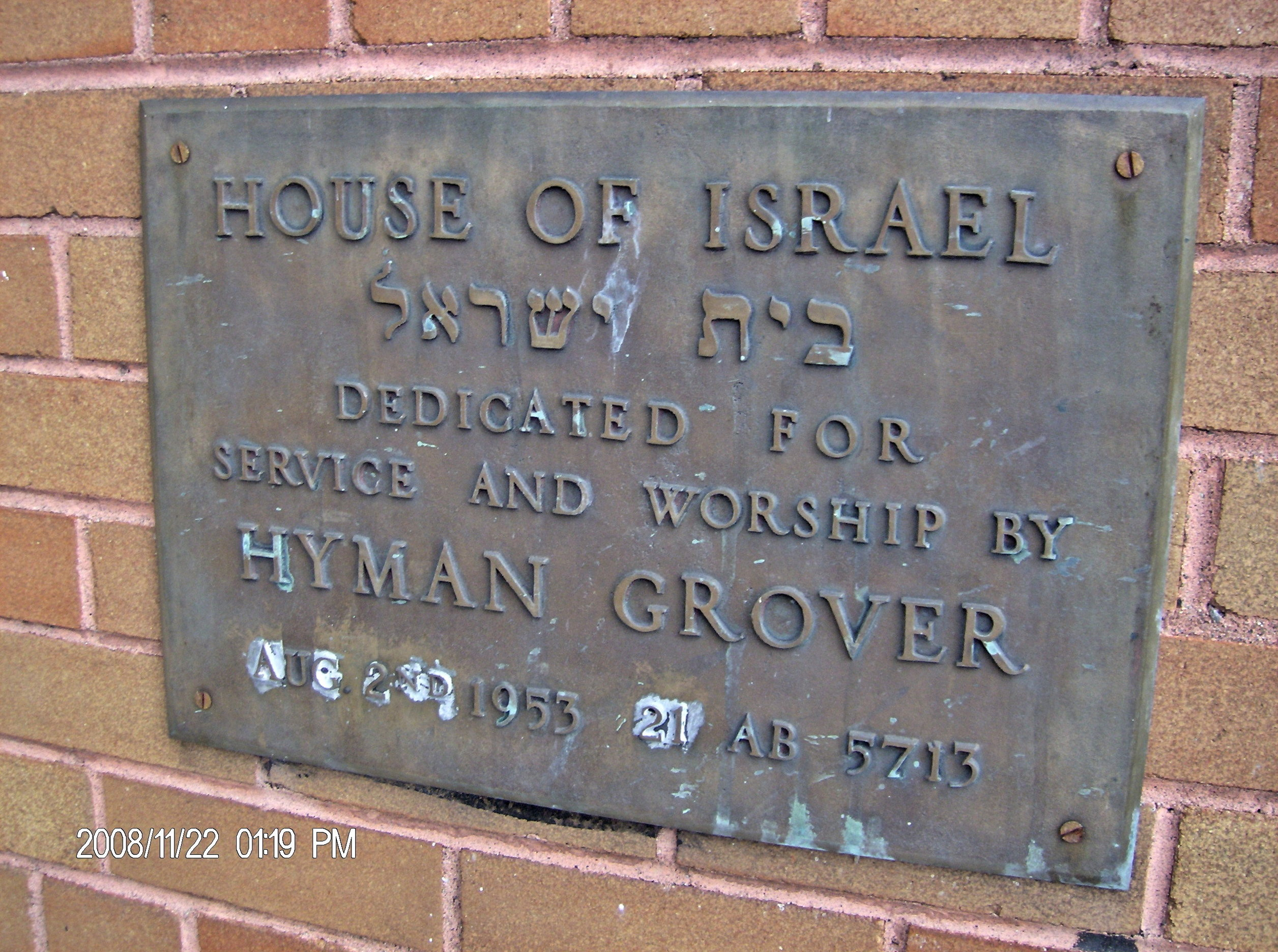
Plaque à la porte d'entrée de la Congrégation Maison d'Israël à Sainte-Agathe-des-Monts, au Québec

La Congrégation Maison d'Israël (en Anglais: Congregation House of Israel, en Hébreu ק״ק בֵּית יִשְׂרָאֵל) est une synagogue judaïsme orthodoxe moderne à Sainte-Agathe-des-Monts, au Québec,. Elle est fondée sur 12 juillet 1953.
La congrégation est dirigée par le rabbin Emanuel Carlebach, dont le père, le rabbin Ephraim Carlebach, a dirigé la congrégation jusqu'à sa mort en 1985. La congrégation est composée plus de 1500 membres, mais la plupart des membres habitent à Montréal avec une résidence secondaire dans les Laurentides. En plus des services de Shabbat, la congrégation organisée une kollel et une école maternelle.